# Пако Хемес
Франсіско Хемес Мартін (ісп. Francisco Jémez Martín, нар. 18 квітня 1970, Лас-Пальмас-де-Гран-Канарія), відомий за прізвиськом Пако (ісп. Paco) — іспанський футболіст, що грав на позиції центрального захисника, зокрема за «Депортіво» та «Реал Сарагоса», а також національну збірну Іспанії.
По завершенні ігрової кар'єри — тренер. З 2019 року очолює тренерський штаб команди «Райо Вальєкано».

## Клубна кар'єра
У дорослому футболі дебютував 1988 року виступами за третьолігову команду «Кордова», в якій провів три сезони, після чого протягом сезону грав за «Реал Мурсія» із Сегунди.
У сезоні 1992/93 дебютував у Ла-Лізі, ставши вже на той момент гравцем «Райо Вальєкано».
Впевненою граою за одного з аутсайдерів найвищого іспанського дивізіону привернув увагу керівництва одного з його лідерів, яким на той час був галісійський  «Депортіво» (Ла-Корунья). Приєднавшись до «Депортіво» влітку 1993 року, стикнувся зі значною конкуренцією у центрі захисту команди і протягом перших двох сезонів провів у її складі лише десять ігор у першості Іспанії. А вже із сезону 1995/96 став одним з основних захисників, відігравши у цьому статусі три сезони за команду з Ла-Коруньї.
1998 року уклав контракт з клубом «Реал Сарагоса», у складі якого провів наступні шість років своєї кар'єри, здебільшого як основний гравець захисту команди. У розіграші 2000/01 допоміг команді вибороти титул володаря Кубка Іспанії, утім вже наступного сезону «Сарагоса» провалила чемпіонат, посівши останнє місце в Ла-Лізі і вибувши до Сегунди. З першої ж спроби повернула собі місце у найвищому дивізіоні, проте після повернення команди до еліти у 2003 році 33-річний Пако вже мав у команді статус резервного захисника.
Завершував ігрову кар'єру 2004 року у друголіговому «Райо Вальєкано», у складі якого виступав раніше.

## Виступи за збірну
1998 року дебютував в офіційних матчах у складі національної збірної Іспанії. Протягом кар'єри у національній команді, яка тривала 4 роки, провів у її формі 21 матч.
У складі збірної був учасником чемпіонату Європи 2000 року в Бельгії та Нідерландах, де був основним гравцем і взяв участь в усіх трьох матчах групового етапу, який іспанцям подолати не вдалося.

## Кар'єра тренера
Розпочав тренерську кар'єру невдовзі по завершенні кар'єри гравця, 2006 року, очоливши тренерський штаб нижчолігової «Алькали». Наступного року був запрошений до команди «Кордова» із Сегунди, з посади головного тренера якої був звільнений за 11 турів до завершення сезону через незадовільні результати.
На початку 2009 року очолив третьолігову «Картахену», яка під його керівництвом уперше у своїй історії пробилася до Сегунди.
Згодом протягом 2010–2012 років працював у другому дивізіоні, спочатку з «Лас-Пальмасом», а згодом знову з «Кордовою».
2012 року дебютував як тренер у Ла-Лізі, ставши головним тренером команди «Райо Вальєкано». Протягом наступних трьох сезонів  мадридська команди під його керівництвом була серед середняків першості, але за результатами сезону 2015/16 не зуміла зберегти місце в Ла-Лізі. Тренер, контракт якого саме закінчувався, не зміг узгодити умови його подовження і залишив команду.
Наступний сезон 2016/17 починав як головний тренер «Гранади», утім залишив цю команду вже після стартових шести турів чемпіонату, в яких команди зазнала чотирьох поразок, жодного разу не вигравши.
Згодом з листопада 2016 по листопад 2017 року працював у Мексиці, тренуючи «Крус Асуль», після чого повернувся на батьківщину, де очолив «Лас-Пальмас», який не зберіг від вильоту з Ла-Ліги за результатами сезону 2017/18.
У березні 2019 року знову очолив тренерський штаб «Райо Вальєкано», який на той момент вже фактично не мав шансів зберегти місце у найвищому дивізіоні за результатами сезону 2018/19.

## Титули і досягнення
- Володар Кубка Іспанії (2):

«Депортіво»: 1994-1995
«Реал Сарагоса»: 2000-2001
- Володар Суперкубка Іспанії з футболу (1):

«Депортіво»: 1995